# Campionati europei di karate 2023
I campionati europei di karate 2023 sono stati la 57ª edizione della competizione. Si sono svolti a Guadalajara, in Spagna, dal 22 al 26 marzo.

## Partecipanti
Hanno preso parte alla competizione 535 atleti in rappresentanza di 47 nazioni.
1. Albania (5)
2. Andorra (1)
3. Armenia (5)
4. Austria (12)
5. Azerbaigian (18)
6. Belgio (7)
7. Bosnia ed Erzegovina (18)
8. Bulgaria (7)
9. Croazia (26)
10. Cipro (11)
11. Rep. Ceca (5)
12. Danimarca (11)
13. Inghilterra (16)
14. Estonia (3)
15. Finlandia (9)
16. Francia (24)
17. Georgia (5)
18. Germania (16)
19. Grecia (14)
20. Ungheria (21)
21. Islanda (1)
22. Irlanda (10)
23. Israele (6)
24. Italia (20)
25. Lettonia (6)
26. Liechtenstein (3)
27. Lituania (4)
28. Lussemburgo (5)
29. Moldavia (2)
30. Montenegro (21)
31. Paesi Bassi (12)
32. Macedonia del Nord (15)
33. Norvegia (3)
34. Polonia (15)
35. Portogallo (17)
36. Refugee Karate Team (1)
37. Romania (12)
38. San Marino (1)
39. Scozia (9)
40. Serbia (17)
41. Slovacchia (15)
42. Slovenia (13)
43. Spagna (23)
44. Svezia (9)
45. Svizzera (11)
46. Turchia (28)
47. Ucraina (22)

## Medagliere
| Posiz. | Nazione     | Oro | Argento | Bronzo | Totale |
| ------ | ----------- | --- | ------- | ------ | ------ |
| 1      | Germania    | 4   | 0       | 2      | 6      |
| 2      | Italia      | 3   | 2       | 6      | 11     |
| 3      | Ucraina     | 3   | 1       | 0      | 4      |
| 4      | Spagna      | 2   | 2       | 3      | 7      |
| 4      | Francia     | 2   | 2       | 3      | 7      |
| 6      | Turchia     | 1   | 2       | 7      | 10     |
| 7      | Svizzera    | 1   | 0       | 1      | 2      |
| 8      | Grecia      | 0   | 3       | 2      | 5      |
| 9      | Croazia     | 0   | 2       | 2      | 4      |
| 9      | Azerbaigian | 0   | 2       | 2      | 4      |
| 11     | Belgio      | 0   | 0       | 1      | 1      |
| 11     | Paesi Bassi | 0   | 0       | 1      | 1      |
| 11     | Svezia      | 0   | 0       | 1      | 1      |
| 11     | Montenegro  | 0   | 0       | 1      | 1      |
| Totale | Totale      | 16  | 16      | 32     | 64     |

## Podi

### Maschili
| Categoria     | Oro | Argento | Bronzo |
| Kata          | Damián Quintero | Mattia Busato                                                                                              | Kutluhan Duran                                                                                               |
| Kata          | Damián Quintero | Mattia Busato                                                                                              | Yuki Ujihara                                                                                                 |
| Team kata     | Turchia Ali Sofuoğlu Emre Vefa Göktaş Enes Özdemir Furkan Kaynar                                                            | Spagna Sergio Galán Óscar García Alejandro Manzana Raúl Martín                                             | Montenegro Arijan Kočan Vladimir Mijač Nikola Milić Kenan Nikočević                                          |
| Team kata     | Turchia Ali Sofuoğlu Emre Vefa Göktaş Enes Özdemir Furkan Kaynar                                                            | Spagna Sergio Galán Óscar García Alejandro Manzana Raúl Martín                                             | Mattia Busato Gianluca Gallo Alessandro Iodice                                                               |
| Kumite −60 kg | Angelo Crescenzo | Christos-Stefanos Xenos                                                                                    | Eray Şamdan                                                                                                  |
| Kumite −60 kg | Angelo Crescenzo | Christos-Stefanos Xenos                                                                                    | Florian Haas                                                                                                 |
| Kumite −67 kg | Steven Da Costa | Dionysios Xenos                                                                                            | Burak Uygur                                                                                                  |
| Kumite −67 kg | Steven Da Costa | Dionysios Xenos                                                                                            | Tural Aghalarzade                                                                                            |
| Kumite −75 kg | Andrij Zaplitnyj | Erman Eltemur                                                                                              | Farid Aghayev                                                                                                |
| Kumite −75 kg | Andrij Zaplitnyj | Erman Eltemur                                                                                              | Quentin Mahauden                                                                                             |
| Kumite −84 kg | Michele Martina | Enes Garibović                                                                                             | Konstantinos Mastrogiannis                                                                                   |
| Kumite −84 kg | Michele Martina | Enes Garibović                                                                                             | Brian Timmermans                                                                                             |
| Kumite +84 kg | Mehdi Filali | Georgios Tzanos                                                                                            | Babacar Seck                                                                                                 |
| Kumite +84 kg | Mehdi Filali | Georgios Tzanos                                                                                            | Anđelo Kvesić                                                                                                |
| Team kumite   | Ucraina Valerij Čobotar Stanislav Horuna Valerij Sonnych Rizvan Talibov Andrij Torošanko Kostjantyn Cymbal Andrij Zaplitnyj | Francia Enzo Berthon Kilian Cizo Jessie Da Costa Steven Da Costa Mehdi Filali Thanh-Liêm Lê Younesse Salmi | Croazia Jakov Bunjevac Enes Garibović Anđelo Kvesić Ivan Kvesić Ivan Martinac Ante Mrvičić Zvonimir Živković |
| Team kumite   | Ucraina Valerij Čobotar Stanislav Horuna Valerij Sonnych Rizvan Talibov Andrij Torošanko Kostjantyn Cymbal Andrij Zaplitnyj | Francia Enzo Berthon Kilian Cizo Jessie Da Costa Steven Da Costa Mehdi Filali Thanh-Liêm Lê Younesse Salmi | Turchia Eren Akkurt Uğur Aktaş Ömer Faruk Arslan Enes Bulut Ömer Abdurrahim Özer Fatih Şen Ömer Faruk Yürür  |

### Femminili
| Categoria     | Oro                                                               | Argento                                                          | Bronzo                                                                    |
| Kata          | Paola García                                                      | Helvétia Taily                                                   | Terryana D'Onofrio                                                        |
| Kata          | Paola García                                                      | Helvétia Taily                                                   | Dilara Bozan                                                              |
| Team kata     | Italia Carola Casale Terryana D'Onofrio Noemi Nicosanti           | Spagna María López Lidia Rodríguez Raquel Roy                    | Francia Maï-Linh Bui Romane Leitao Helvétia Taily                         |
| Team kata     | Italia Carola Casale Terryana D'Onofrio Noemi Nicosanti           | Spagna María López Lidia Rodríguez Raquel Roy                    | Turchia Şule Azra Akbulut Zehra Kaya Damla Pelit Damla Su Türemen         |
| Kumite −50 kg | Shara Hubrich                                                     | Serap Özçelik                                                    | Erminia Perfetto                                                          |
| Kumite −50 kg | Shara Hubrich                                                     | Serap Özçelik                                                    | Nadia Gómez                                                               |
| Kumite −55 kg | Anželika Terljuha                                                 | Veronica Brunori                                                 | Tuba Yakan                                                                |
| Kumite −55 kg | Anželika Terljuha                                                 | Veronica Brunori                                                 | Gizem Bugur                                                               |
| Kumite −61 kg | Reem Khamis                                                       | Anita Ser'ohina                                                  | Anna-Johanna Nilsson                                                      |
| Kumite −61 kg | Reem Khamis                                                       | Anita Ser'ohina                                                  | Konstantina Chrysopoulou                                                  |
| Kumite −68 kg | Elena Quirici                                                     | Irina Zaretska                                                   | Silvia Semeraro                                                           |
| Kumite −68 kg | Elena Quirici                                                     | Irina Zaretska                                                   | María Nieto                                                               |
| Kumite +68 kg | Johanna Kneer                                                     | Farida Aliyeva                                                   | Nancy Garcia                                                              |
| Kumite +68 kg | Johanna Kneer                                                     | Farida Aliyeva                                                   | Clio Ferracuti                                                            |
| Team kumite   | Germania Gizem Bugur Reem Khamis Johanna Kneer Madeleine Schröter | Croazia Sadea Bećirović Lucija Lesjak Lea Vukoja Mia Greta Zorko | Italia Pamela Bodei Clio Ferracuti Alessandra Mangiacapra Silvia Semeraro |
| Team kumite   | Germania Gizem Bugur Reem Khamis Johanna Kneer Madeleine Schröter | Croazia Sadea Bećirović Lucija Lesjak Lea Vukoja Mia Greta Zorko | Francia Alizée Agier Léa Avazeri Thalya Sombe Jennifer Zameto             |